# Butomaceae
Famille
Classification APG III (2009)
Les Butomaceae (ou Butomacées) sont une famille de plantes à fleurs monocotylédones réparties dans l'unique genre Butomus. En France, le seul représentant de ce genre est le jonc fleuri (Butomus umbellatus L.) dont les rhizomes sont comestibles, une fois cuits.
Ce sont des plantes herbacées, pérennes, rhizomateuses, aquatiques, des régions tempérées froides d'Europe et d'Asie.

## Étymologie
Le nom du genre et de la famille dérive du bas latin butomos, -i qui est lui-même la transcription du mot grec βούτομος (de bous, « bœuf » et temno, « couper ») qui signifie littéralement, d'après Anatole Bailly, « qui coupe la langue des bœufs » en raison du caractère coupant des feuilles de ce jonc fleuri.

## Liste des genres
Selon World Checklist of Selected Plant Families (WCSP) (14 avr. 2010), Angiosperm Phylogeny Website (19 mai 2010), NCBI (14 avr. 2010), DELTA Angio (14 avr. 2010) et ITIS (14 avr. 2010) :
- genre Butomus L. (1753)

## Liste des espèces du genreButomus
Selon World Checklist of Selected Plant Families (WCSP) (14 avr. 2010) :
- Butomus junceus Turcz. (1854)
- Butomus umbellatus  L. (1753)